# Tom Sawyer (1973)
Tom Sawyer é um filme norte-americano de 1973, do gênero aventura musical, dirigido por Don Taylor e estrelado por Johnny Whitaker e Celeste Holm.
O filme é uma nova adaptação, agora musical, do clássico infantojuvenil The Adventures of Tom Sawyer (1876), de Mark Twain. As versões anteriores são Tom Sawyer (1930) e The Adventures of Tom Sawyer (1938).

## Sinopse

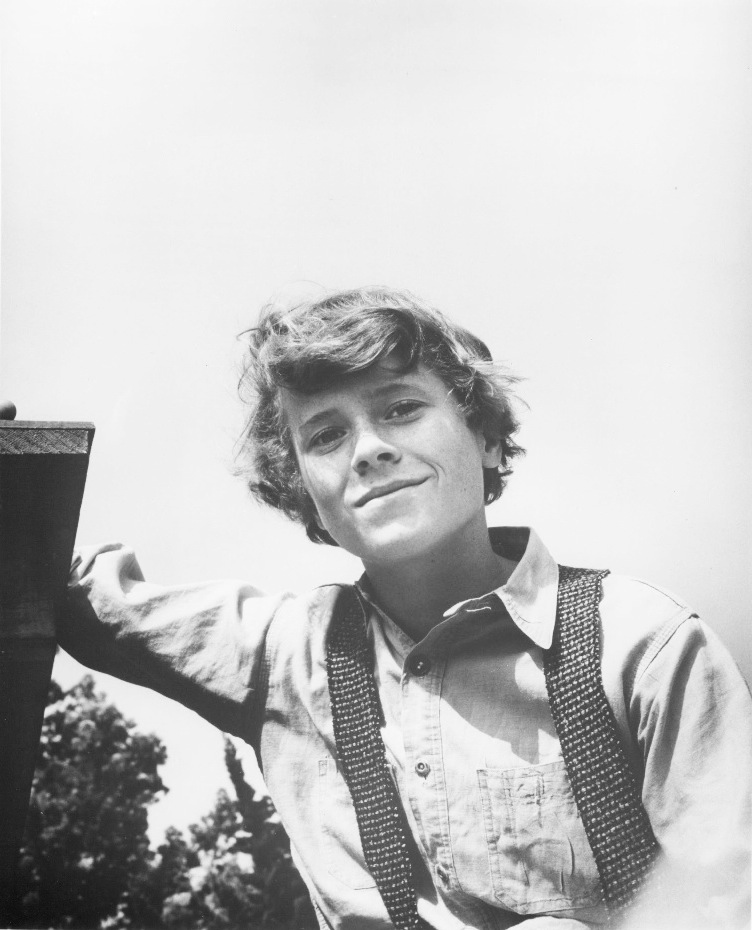
Jeff East em foto de 1973 para promover seu papel de Huckleberry Finn no filme.

Tom Sawyer e seu amigo Huckleberry Finn vivem grandes aventuras no Rio Mississippi (onde fingem ser piratas), comparecem a seu próprio funeral e presenciam um assassinato.

## Premiações
| Patrocinador                                            | Prêmio       | Categoria                                                            | Situação |
| ------------------------------------------------------- | ------------ | -------------------------------------------------------------------- | -------- |
| Academia de Artes e Ciências Cinematográficas           | Oscar        | Melhor Direção de Arte Melhor Figurino Melhor Trilha Sonora Original | Indicado |
| Associação de Correspondentes Estrangeiros de Hollywood | Golden Globe | Melhor Filme - Comédia ou Musical Melhor Trilha Sonora Original      | Indicado |

## Elenco
| Ator/Atriz        | Personagem           |
| ----------------- | -------------------- |
| Johnny Whitaker   | Tom Sawyer           |
| Celeste Holm      | Tia Polly            |
| Jeff East         | Huckleberry Finn     |
| Warren Oates      | Muff Potter          |
| Jodie Foster      | Becky Thatcher       |
| Lucille Benson    | Widder Douglas       |
| Henry Jones       | Dobbins              |
| Noah Keen         | Juiz Thatcher        |
| Dub Taylor        | Clayton              |
| Richard Eastham   | Doutor Robinson      |
| Sandy Kenyon      | Condestável Clemmens |
| Joshua Hill Lewis | Primo Sidney         |
| Susan Joyce       | Prima Mary           |
| Steve Hogg        | Ben Rogers           |
| Sean Summers      | Billy Fisher         |